# Järnets änglar
Järnets änglar är en svensk film från 2007 skriven och regisserad av Agneta Fagerström-Olsson.

## Handling
Handlar om tre sjungande kvinnor som arbetar på järnverket i Luleå. Alla har dock olika mål i livet.

## Om filmen
Filmen spelades in i Luleå den 6 februari-15 april 2006. Handlingen utspelar sig i huvudsak i Svartöstaden och på Norrbottens Järnverk (SSAB)

## Rollista
- Kajsa Ernst - Mona
- Elisabet Carlsson - Annbritt
- Moa Zerpe - Blondie
- Rolf Lassgård - Kurre
- Jakob Eklund - Micke
- Alexander Skarsgård - Stefan
- Göran Forsmark - Sune
- Anna Ulrika Ericsson - Blondies mor
- Anna Azcárate - chefen
- Einar Bredefeldt - Hans
- Mikael Odhag - Tomas
- Lasse Petterson - Annbritts far
- Yvonne Lombard - Monas mor
- Antti Reini - Timo
- Lena Strömdahl - socialassistent

Anders Wadenholt- Blondies bror